# Jewgenija Roppel
Jewgenija Iwanowna Roppel (russisch Евгения Ивановна Роппель; * 24. April 1976) ist eine ehemalige kirgisische und russische Biathletin.
Jewgenija Roppel besuchte die Kinder- und Jugendsportschule für Langlauf und Biathlon in Nowosibirsk und war 1997 Juniorenweltmeisterin im Biathlon. Sie gab ihr internationales Debüt im Erwachsenenbereich in der Saison 1992/93, nachdem die Auflösung der Sowjetunion unter anderem den neuen Nationalverband Kirgisistans hervorbrachte. Beim Weltcup in Kontiolahti kam die Kirgisin im Einzel auf den 74. und damit letzten Platz. Mit noch nicht einmal 18 Jahren war Roppel die einzige Teilnehmerin ihres Heimatlandes an den Olympischen Winterspielen 1994 in Lillehammer und neben dem 1998 und 2002 gestarteten Alexander Tropnikow die einzige Teilnehmerin Kirgisistans an olympischen Biathlonwettbewerben bis 2010. In Norwegen belegte sie den 66. Platz im Einzel und wurde 67. im Sprintrennen. In vielen Statistiken wird sie fälschlicherweise als Belarussin geführt.

## Platzierungen im Biathlon-Weltcup
| Platzierung                | Einzel | Sprint | Verfolgung | Massenstart | Team | Staffel | Gesamt |
| -------------------------- | ------ | ------ | ---------- | ----------- | ---- | ------- | ------ |
| 1. Platz                   |        |        |            |             |      |         |        |
| 2. Platz                   |        |        |            |             |      |         |        |
| 3. Platz                   |        |        |            |             |      |         |        |
| Top 10                     |        |        |            |             |      |         |        |
| Punkteränge                |        |        |            |             |      |         |        |
| Starts                     | 3      | 2      |            |             |      |         | 5      |
| Stand: Daten unvollständig |        |        |            |             |      |         |        |